# Милица Дунђерски
Бечеј
Милица Дунђерски (Бечеј, 1. септембар 1914 — Бечеј, 26. фебруар 2000) била је српска спортисткиња из Бечеја. 
Имала је своју велику љубав, једног младог пилота, те је почела да се бави падобранаством. Њен љубавник је погинуо у Другом светском рату рату, те се након његове смрти, Милица није удавала.
Она је била шестострука првакиња Србије у стоном тенису, потом је била првакиња Србије у скоку у вис, играла је и рукомет за водеће београдске клубове. Активно се бавила спортом од 1939. до 1954. године.
Некада веома позната спортисткиња остала је заборављена и готово непозната.